# Lesnické školství

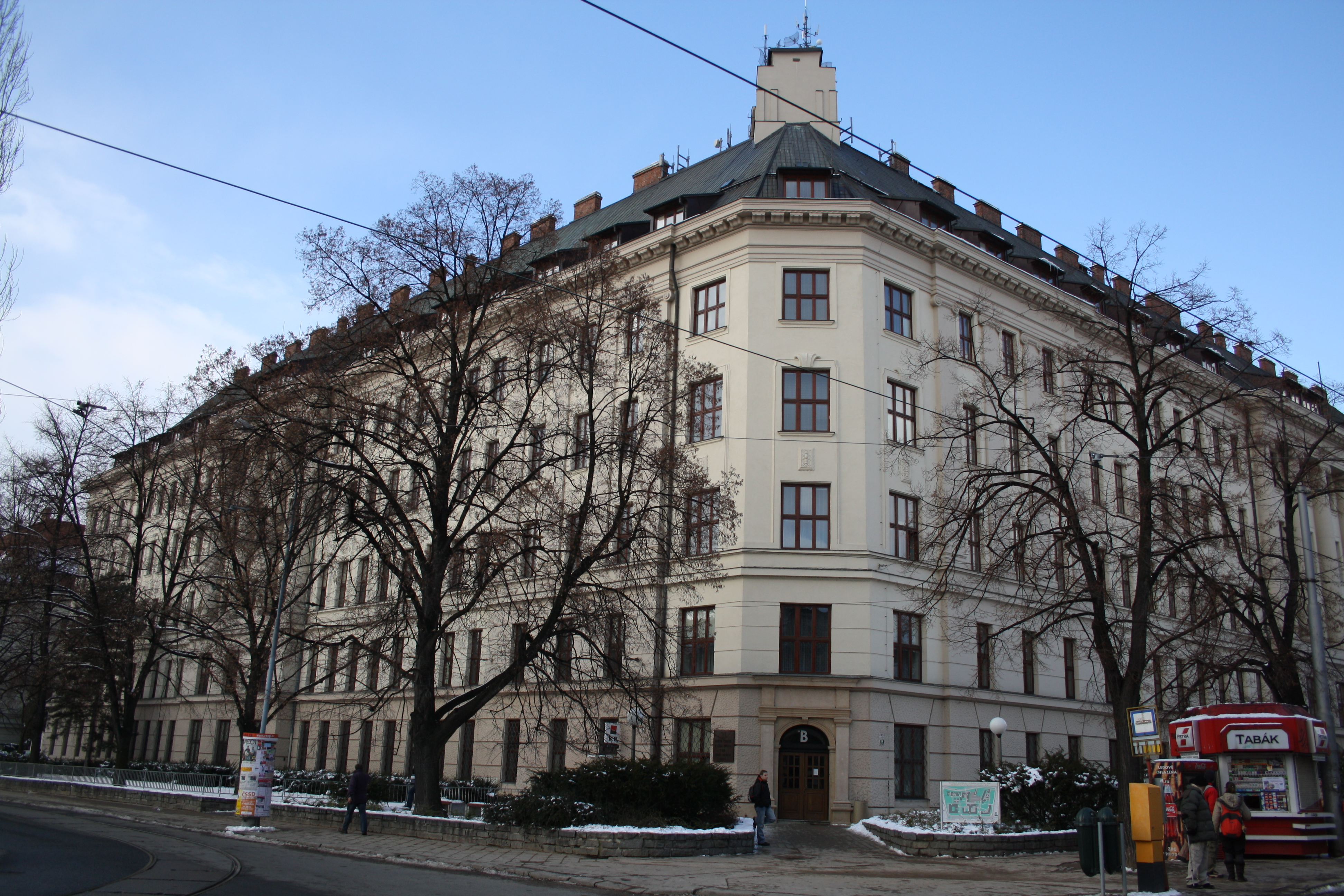
Budova B brněnské lesnické a dřevařské fakulty

Lesnické školství je obor specializovaného školství připravující na různých vzdělávacích úrovních odborné pracovníky pro lesní hospodářství.

## Historie lesnického školství v Čechách a na Moravě

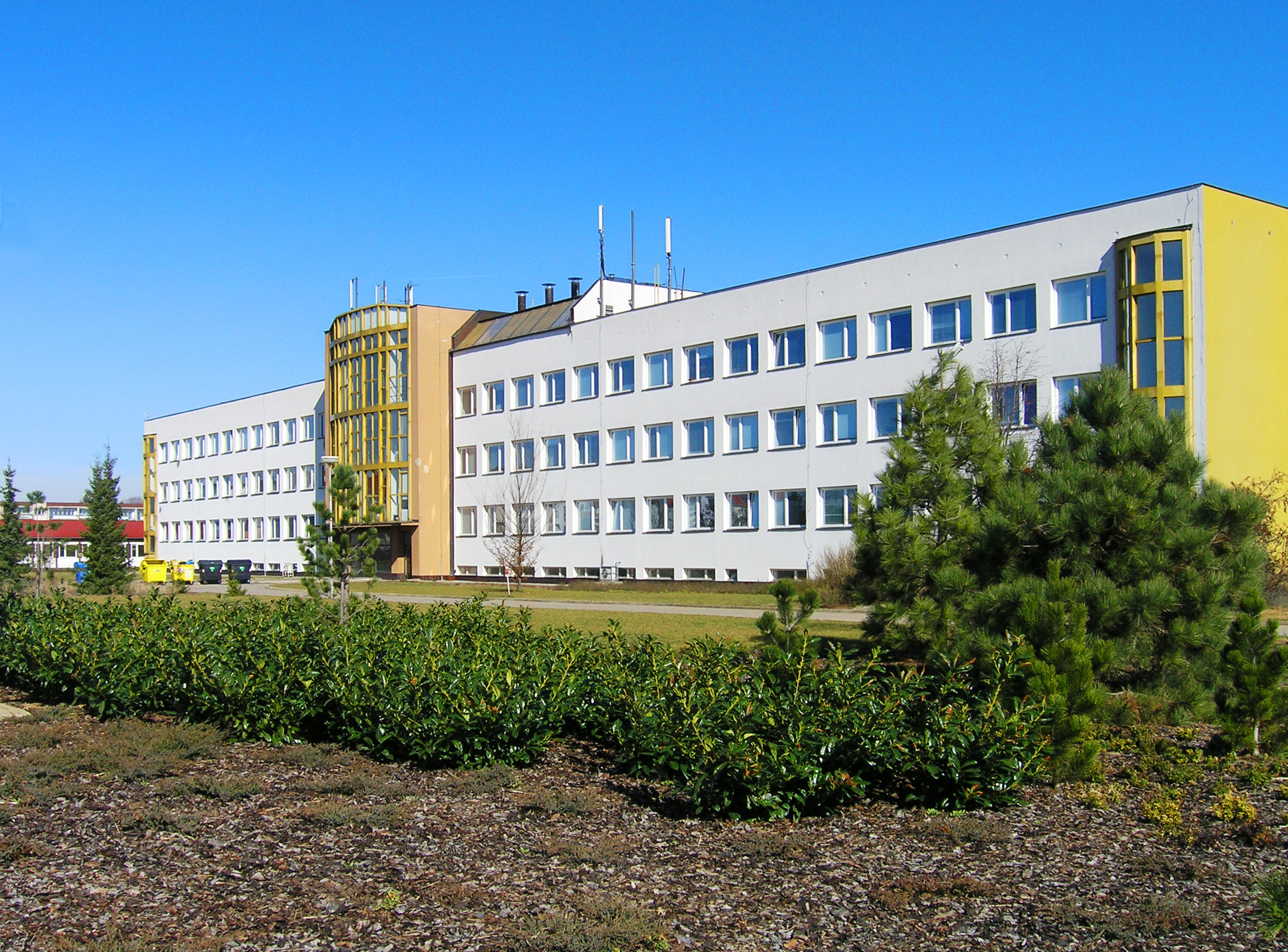
Česká zemědělská univerzita v Praze 6

Lesní hospodářství vyžaduje kvalifikované odborníky - lesníky. Výsledky jejich přípravy samostudiem, jen ověřované státní zkouškou (od roku 1850) nebyly uspokojivé. Proto vznikaly na větších lesních majetcích první soukromé lesnické školy. Vůbec první soukromá jednoroční lesnická škola v Rakousko-uherském mocnářství (a na území nynější České republiky) tak byla založena roku 1773 v Blatně u Chomutova. Založil a řídil ji význačný lesník česko-německého původu Jan Hynek Ehrenwerth, rytíř z Výšovic (1740–1834). Narodil se Výšovicích na Plumlovsku, vzdělání nabyl jako autodidakt a absolvent studijního pobytu v německé lesnické škole v Ilsenburgu, působil v Krušných Horách na červenohrádeckém panství hraběte Rothenhahna. Byl jedním z tvůrců modelu středoevropského lesnictví, které se počalo utvářet pod vlivem Tereziánského lesního řádu (1757), podílel se na vzniku hospodářské úpravy lesů. Lesnickou školu, kterou založil, řídil do roku 1791, poté odešel do Prahy, kde působil jako kamerální lesmistr pro Čechy. Podobné soukromé školy vznikly v Křivoklátě, Zlaté Koruně, Lednici, Nových Hradech, Dačicích, Plasích a jinde.
Zlom v historii raného lesnického školství znamenaly až lesnické školy veřejné. Vůbec první v Rakousko-Uherském mocnářství (a tím i první na území nynější České republiky), s vyučovacím jazykem německým, byla založena v roce 1852 v moravském Úsově (v roku 1867 se přestěhovala do Sovince, odtud dále v roku 1886 do Hranic). V roce 1855 následovala škola v Bělé pod Bezdězem, rovněž s německým vyučovacím jazykem (v roku 1904 přesídlila do Zákup, viz Vyšší lesnická škola v Nových Zákupech). V roce 1885 započala činnost i první veřejná lesnická škola s českým vyučovacím jazykem, a to v Písku.
V poměrech střední tak Evropy vznikly, a určitou dobu společně existovaly, čtyři typy odborných lesnických škol:
- hájenské školy – k přípravě nejnižšího (pouze výkonného) personálu
- nižší školy – k přípravě personálu pro službu v revírech
- vyšší školy, přesněji tzv. vyšší ústavy – k přípravě výkonných i správních úředníků menších majetků (absolventi mohli být připuštěni ke zkoušce pro samostatného lesního hospodáře),
- akademie, tj. školy vysoké – k přípravě administrativních a technických úředníků (absolventi mohli být připuštěni ke zkoušce pro samostatného lesního hospodáře, ale i ke zkoušce pro vyšší správní službu).

Hájenské školy postupně buď zanikly, nebo se přetvářely na školy mistrovské; v 60. letech byly mistrovské školy v tehdejší ČSR zrušeny, jsou ale znovu obnovovány po roce 1989, jako nástavbový studijní obor Lesní hospodářství, ukončovaný odbornou zkouškou (tj. nikoliv zkouškou maturitní). Nižší lesnické školy nejprve převzaly úlohu i jméno škol revírnických, ty se pak v létech 1918–20 sloučily s vyššími lesnickými ústavy, a tím vznikly tzv. státní vyšší lesnické školy (Hranice, Trutnov, Písek), později přeměněné na střední lesnické technické školy (dnes střední lesnické školy) – čtyřstupňový systém lesnického školství se tím zároveň redukoval na třístupňový. Lesnické akademie, které v době rakousko-uherské monarchie nebyly na území nynější České republiky zřízeny, byly později nahrazeny lesnickými fakultami vysokých škol – v ČSR byly zřízeny dvě, a to v roku 1919 na Českém vysokém učení technickém v Praze, a v roce 1920 na Vysoké škole zemědělské v Brně (pro úplnost je vhodné uvést že na Slovensku byla roku 1952 zřízena Vysoká škola lesnícka a drevárska vo Zvolene se dvěma fakultami, lesnickou a dřevařskou).
Jako poslední součást systému lesnického školství, v padesátých letech 20. století vznikly školy připravující kvalifikované lesní dělníky. Nejprve tzv. střediska pracujícího dorostu (SPD), později lesnické učňovské školy (LUŠ), přejmenované v roce 1963 na lesnická odborná učiliště (LOU), která byla v roku 1976 přeměněna na střední odborná učiliště (SOU) lesnická.

## Seznam škol v ČR

### Střední odborné školy nebo střední odborná učiliště (SOU)
Připravující kvalifikované lesní dělníky v oborech středního vzdělávání s výučním listem:
- Abertamy
- Bílá (okres Frýdek-Místek)
- Bzenec
- Harrachov
- Hejnice
- Křivoklát
- Lesonice
- Lomnice nad Popelkou
- Nové Město na Moravě
- Obora Kněžičky
- Rokycany (Březina)
- Sedlčany
- Svoboda nad Úpou
- Šternberk

### Střední lesnické školy a akademie (SLŠ a ČLA)
Připravující absolventy v oboru středního vzdělávání s maturitou:
- Hranice na Moravě
- Písek
- Šluknov (http://www.lesnicka-skola.cz)
- Trutnov
- Žlutice
- Křivoklát (http://www.sls-krivoklat.cz/)

### Vyšší odborné školy lesnické (VOŠL)
- Písek
- Trutnov

### Vysoké školy (VŠ)
- Fakulta lesnická a dřevařská České zemědělské univerzity. Lesnická fakulta byla obnovena v roce 1990. Ta po několika letech přesídlila do nově postavené budovy v areálu, původně navržené jako odborné pracoviště Agronomické fakulty. Od roku 1993 bylo zavedeno i zvláštní tříleté bakalářské studium a v roce 1995 byl změněn název na Česká zemědělská univerzita v Praze. V roce 2007 Lesnická fakulta zanikla a místo ní vznikly dvě nové fakulty - Fakulta životního prostředí a Fakulta lesnická a dřevařská.
- Lesnická a dřevařská fakulta Mendelovy univerzity v Brně

### Historické školy
Seznam historických škol je veden v článku Seznam lesnických škol v Česku.